# Longmanns næbhval
Longmanns næbhval (Indopacetus pacificus eller Mesoplodon pacificus) er en art indenfor familien af næbhvaler. Arten er enten klassificeret i næbhvalsslægten eller i sin egen slægt indopacetus. Arten er den mindst kendte hvalart i verden. Den er blevet klassificeret udelukkende på baggrund af to kranier indtil 2002, hvor en død hun skyldede i land på en japansk kyst. Det er formentlig verdens største dyr, der ikke er fundet et levende individ af.